# John Dudley, I duca di Northumberland
John Dudley (Londra, 1504 – Londra, 22 agosto 1553) è stato un politico, generale e ammiraglio inglese dell'età Tudor.
Rivestì un ruolo di primo piano nel governo durante il regno di Edoardo VI d'Inghilterra e, alla morte di questi, provò a mettere sul trono la nuora Jane Grey.

## Biografia
Figlio di Edmund Dudley, tesoriere di Enrico VII d'Inghilterra che venne fatto giustiziare nel 1510 da suo figlio Enrico VIII d'Inghilterra. All'età di sette anni finì sotto la tutela del futuro consuocero Edmund Guilford (1474 circa - 1534) crescendo quindi insieme con la futura moglie Jane Dudley, duchessa di Northumberland, insieme con la quale avrà tredici figli.
Fra il 1537 e il 1547 fu Lord Ammiraglio e durante il suo mandato si interessò fortemente allo sviluppo delle esplorazioni oltre mare. Combatté durante la campagna di Scozia del 1544 e fu uno degli intimi di Enrico VIII durante i suoi ultimi anni di regno. Nel 1547 John fu creato Conte di Warwick e insieme con l'ex cognato del re Edward Seymour, I duca di Somerset fu creato Lord protettore distinguendosi in campo militare durante il Brutale corteggiamento alla battaglia di Pinkie Cleugh del 10 settembre 1547. Due anni dopo fronteggiò e pose fine alla Ribellione di Kett e nell'ottobre di quell'anno, convinto dell'incompetenza di Somerset lo estromise dalla sua posizione. Avendo avuto sentore di un rigurgito di conservatorismo religioso presso la corte - John era un noto riformista - ebbe cura di divenire, nel 1550, il reggente de facto per il dodicenne sovrano Edoardo VI. Riconciliatosi con Somerset, che incominciò subito a macchinare contro di lui, vide infine la morte del rivale che venne giustiziato, sulla base di prove in gran parte fasulle, nell'ottobre del 1551 tre mesi dopo essere divenuto Duca di Northumberland. Quale Lord presidente del Consiglio dovette mettere mano a un governo praticamente sull'orlo della bancarotta, per questo pose fine alle costose guerre contro Scozia e Francia e si approcciò alla gestione delle finanze riuscendo in un qualche modo a riportarle a uno stato decente. Per prevenire future rivolte nominò quali Lord luogotenente uomini in stretto contatto con il potere centrale e in campo religioso, in perfetto accordo con le idee del re, rafforzò ulteriormente la riforma ponendo ai vertici della chiesa dei riformisti radicali.
Agli inizi del 1553 Edoardo cadde malato ed escluse dalla successione, ritenendole illegittime, entrambe le sorellastre Maria ed Elisabetta, designando un inesistente erede maschio. Poco prima della fine Edoardo cambiò testamento nominando quale suo successore la cugina protestante, nonché nuora di John, Jane Grey. Quanta di questa decisione si debba al potere di John è incerto, tradizionalmente lo si vede come il tentativo di questi di mantenere la propria famiglia ai vertici del potere, ma alcuni storici ritengono che originariamente fosse un piano voluto dallo stesso Edoardo portato poi avanti con vigore da John dopo la sua morte. Questa volta il fato gli fu avverso, egli aveva marciato sull'Anglia orientale per catturare la principessa Maria e si arrese quando seppe che il consiglio privato aveva nominato Maria quale regina. Accusato di Alto tradimento John abiurò il protestantesimo in favore del cattolicesimo prima di essere giustiziato.

### La carriera sotto Enrico VIII
John nacque a Londra nel 1504 da Edmund Dudley, tesoriere di Enrico VII d'Inghilterra ed Elizabeth Grey, VI baronessa di Lisle (fra il 1482 e il 1484-1525 o 1526). Suo padre venne arrestato e giustiziato per alto tradimento nel 1510 poco dopo l'ascesa al trono di Enrico VIII d'Inghilterra che necessitava di un capro espiatorio per l'impopolare politica finanziaria del padre. Due anni dopo, all'età di circa sette anni andò sotto la tutela di Edward Guilford e crebbe presso la sua abitazione. Quasi nello stesso periodo Enrico VIII annullò la confisca dei beni dei Dudley e all'età di quindici anni John andò presso il Pale of Calais dove rimase per i successivi sei anni. Fra il 1521 e il 1526 prese parte ai viaggi diplomatici del cardinale Thomas Wolsey, mentre nel 1523, nel corso della sua vera prima esperienza militare in Francia venne creato cavaliere dal cognato del re Charles Brandon, I duca di Suffolk. Dal 1534 divenne responsabile dell'Armatura a piastre del sovrano quale maestro della Torre dell'Armeria. John era anche dotato fisicamente, resoconti della corte francese, i più recenti al 1546, attestano la sua bravura nelle giostre e nel tiro con l'arco.
Nel 1525 John sposò Jane Guilford, di quattro anni più giovane di lui e con cui era cresciuto, fin dai primi anni del decennio del 1530 i Dudley fecero parte dei circoli evangelici e i loro tredici figli vennero educati secondo i principi dell'Umanesimo. Nel 1534 il suocero morì senza lasciare testamento ed essendo il suo unico figlio maschio morto prima di lui si fece avanti un nipote, John Guildford (1508circa-1565), che sosteneva che lo zio voleva che fosse lui l'erede. John e la moglie si opposero e la causa fu portata in tribunale, marito e moglie con l'assistenza legale di Thomas Cromwell, I conte di Essex si assicurarono la vittoria. Nel 1532 John prestò al cugino John Sutton, III barone di Dudley (1494-1553) oltre 7.000£, tuttavia egli non fu in grado di pagare i creditori e quando l'ipoteca andò a giudizio John si aggiudicò il Castello di Dudley. Nel 1532 John fu presente all'incontro fra Enrico e Francesco I di Francia a Calais, dove c'era anche Anna Bolena prossima a divenire regina e fu presente ai battesimi dei figli del re, Elisabetta ed Edoardo e nell'ottobre del 1537 viaggiò fino in Spagna per portare a Carlo V d'Asburgo la notizia della nascita del principe. John sedette anche nel parlamento inglese per la riforma per la contea del Kent in luogo del suocero deceduto fra il 1534 e il 1536 e in quello stesso anno condusse due dei suoi contingenti contro gli adepti del Pellegrinaggio di Grazia. Nel gennaio 1537 John fu nominato vice ammiraglio e cominciò a interessarsi di questioni navali, fu nominato anche Maestro dei cavalli per Anna di Clèves e Caterina Howard e nel 1542 tornò a sedere in parlamento per lo Staffordshire venendo presto promosso alla Camera dei Lord dopo la morte del patrigno Arturo Plantageneto. Adesso che era un pari John divenne Lord Ammiraglio e cavaliere dell'Ordine della Giarrettiera nel 1543 venendo ammesso al consiglio privato. Dopo la vittoria alla Battaglia di Solway Moss John servì quale guardiano per le Marche scozzesi e partecipò al Brutale corteggiamento del 1544 sotto la guida di Edward Seymour, I duca di Somerset che agì supportato da una flotta al comando di John unendosi all'Incendio di Edimburgo dopo aver fatto detonare il cancello principale con l'uso della Colubrina. Sempre in quell'anno fu nominato governatore di Boulogne-sur-Mer il cui assedio costò la vita al suo figlio maggiore, Henry, suo compito era costruire le fortificazioni volute da Enrico e respingere gli attacchi francesi via mare.
Quale Lord Ammiraglio John fu responsabile della creazione del Council for Marine Causes organismo che rese possibile il coordinamento dei vari compiti che rendevano la marina funzionante rendendola una delle più efficienti d'Europa. In mare l'operato di John fu all'insegna del pensiero tattico, le navi, ordinate per potenza di fuoco e taglia, lavoravano insieme coordinandosi con le armi da fuoco, tecniche del tutto nuove per la marina inglese. Nel 1545 diresse prima, dopo e durante le operazioni alla Battaglia del Solent intrattenendo il re a bordo della Henri Grâce à Dieu. Nel 1546 partecipò ai negoziati di pace con la Francia e quando ebbe sentore che l'Ammiraglio di Francia Claude d'Annebault stesse manovrando per riprendere le ostilità mise in scena, in mare, un assaggio della potenza militare inglese prima di risedersi al tavolo delle trattative. Quindi si diresse a Fontainebleau dove i delegati inglesi erano intrattenuti da re Francesco e dal figlio Enrico e lì Francesco riconobbe Enrico VIII quale capo supremo delle chiese d'Inghilterra e Irlanda.
John divenne in quel periodo intimo del re e spesso giocava a carte col sovrano la cui salute incominciava a vacillare. Fra i capi dei riformisti di corte era amico stretto dell'ex cognato di Enrico Edward Seymour ed entrambe le loro mogli erano amiche di Anne Askew la protestante che fu uccisa per volere del vescovo Stephen Gardiner divenendo una martire. John e il fratello della regina, William Parr, I marchese di Northampton provarono a convincere la Askew di conformarsi maggiormente ai principi religiosi in vigore alla corte di Enrico, ella si rifiutò e poco dopo a una seduta del consiglio John aggredì fisicamente Gardiner e fu fortunato a cavarsela con un mese di allontanamento dalla corte.

### Da consigliere a reggente
I sedici esecutori testamentari di Enrico divennero anche i membri del consiglio di reggenza che avrebbe dovuto regnare durante la minore età di Edoardo VI d'Inghilterra ed essi nominarono quale Lord protettore Edward Seymour che, di fatto, divenne un principe, gli stessi membri poi, sempre secondo le volontà di Enrico adottarono nuovi titoli e così John divenne Conte di Warwick divenendo Lord gran ciambellano, ma perdendo la carica di Lord ammiraglio che andò al fratello del Protettore e zio del re, Thomas Seymour, I barone Seymour di Sudeley. John fu in rapporti amichevoli con Somerset, titolo ducale del Protettore, che presto riaccese la guerra contro la Scozia e alla battaglia di Pinkie Cleugh John ne comandò l'avanguardia divenendo uno degli artefici della vittoria inglese. La politica agraria che Somerset perseguì fu ispirata da un gruppo di intellettuali che si facevano chiamare the commonwealth men, essi erano estremamente critici nei confronti dei proprietari terrieri e lasciaron in molti cittadini l'impressione che le Enclosures fossero illegali. Essendo uno dei maggiori proprietari terrieri John provò ad avvertire discretamente Somerset che la sua politica avrebbe potuto creare problemi.
Dall'estate del 1549 le rivolte in Inghilterra andarono dilagando, William Parr incapace di riportare l'ordine a Norwich e nei suoi dintorni venne mandato a sedare quella che fu nota come Ribellione di Kett offrendo al suo capo, Robert Kett, il perdono a patto che disperdesse i suoi rivoltosi. Questi rifiutò e il giorno seguente John entrò nella piccola roccaforte ribelle impiccando 49 rivoltosi, dopo due giorni l'esercito di Kett e quello di John si confrontarono ancora, ne risultarono 2 000 contadini uccisi, nelle settimane seguenti almeno altri 300 vennero portati di fronte alla corte marziale e giustiziati. Dall'autunno di quello stesso anno diversi membri del consiglio incominciarono a temere che Somerset non fosse all'altezza del compito e che fosse anzi riluttante ad ascoltare buoni consigli. John aveva ancora le proprie truppe a disposizione nei pressi di Norfolk e nel mese di ottobre si unì a Thomas Wriothesley, I conte di Southampton e Henry FitzAlan, XIX conte di Arundel, altri due noti riformisti per guidare un gruppo di consiglieri con lo scopo di liquidare Somerset. Messo alle strette Somerset invano cercò il sostegno del popolo e infine si trincerò al Castello di Windsor insieme con il re, azioni militari alla presenza del re erano impensabili così John e l'arcivescovo Thomas Cranmer pervennero a un accordo informale con Somerset che si arrese. Per salvare le apparenze fu lo stesso re, allora dodicenne, a ordinare l'arresto dello zio, per un attimo si pensò che si potesse tornare, religiosamente, a posizioni più conservatrici, ma John e Cranmer convinsero Edoardo a nominare quali membri del consiglio uomini fortemente riformisti. Nel mese di dicembre il conte di Southampton provò a portare in disgrazia anche John sostenendo che egli, all'inizio, era stato un alleato del lord protettore, ma il suo tentativo fallì.
Attraverso diverse manovre istituzionali John consolidò la propria posizione e dal gennaio 1550 egli era, di fatto, il nuovo reggente. Dal mese di febbraio egli divenne Lord presidente del Consiglio col potere di espellere i consiglieri e nominarne altri. Fu sua premura espellere Southampton e altri conservatori, facendo invece rientrare Somerset nel consiglio privato e tale riconciliazione fu celebrata con il matrimonio del figlio John Dudley, II conte di Warwick con la figlia di Somerset, Anna Seymour, celebrato nel mese di giugno. Tuttavia Somerset riscuoteva ancora diverse simpatie politiche e sperava di poter rimuovere John dalla scena, considerando, come ammise egli stesso, di giustiziarlo. Contando sulla simpatia popolare Somerset incominciò a fare ostruzionismo alle politiche di John e a pronunciarsi contro di lui, un comportamento che andava pericolosamente minando la coesione vitale dentro a un regime di minoranza. In quel frangente John sapeva di avere poche chance e aspirò quindi, a sua volta, a un ducato, egli doveva promuovere il proprio potere e impressionare i suoi sostenitori, come il proprio predecessore doveva rappresentare l'onore del re. La propria nomina a Duca di Northumberland avvenne l'11 ottobre 1551 alla presenza di Somerset che, cinque giorni dopo, venne arrestato mentre circolavano le voci di una cospirazione. Egli fu accusato di aver pianificato un banchetto dove John e l'intero consiglio sarebbero stati aggrediti e uccisi, accusato tradimento venne però condannato per avere un contigente di uomini armati senza l'apposita licenza. Somerset venne giustiziato il 22 gennaio 1552, benché tecnicamente legali i comportamenti di John contribuirono alla sua impopolarità come egli stesso ammise prima della propria fine.

### Alla guida del paese
Invece di prendere il titolo di Lord protettore John preferì quello di Primus inter pares dando vita a un'atmosfera più informale e meno autocratica di quella voluta da Somerset. John rimescolò gli incarichi divenendo egli stesso Lord Steward, ma dando la carica di Lord gran tesoriere, che era stata di Somerset, a William Paulet, I marchese di Winchester. Il ruolo di lord steward dava a John il modo di supervisionare la Casa reale e quindi anche la camera privata del re e chi lo circondava attraverso due uomini di sua fiducia, John Gates (1504-22 agosto 1553) e Thomas Darcy, I barone Darcy di Chiche (4 dicembre 1506-28 giugno 1558) e ponendo suo genero Henry Sidney e suo fratello Andrew Dudley vicino al re. William Cecil, I barone Burghley, che era ancora formalmente al servizio di Somerset pian piano spostò la propria fedeltà a John ed entrò al suo servizio tanto che divenne segretario di stato divenendo la mano destra di John e guidando il consiglio secondo il volere di quest'ultimo.
John si occupò anche dell'educazione di Edoardo per gli affari così che almeno sembrasse che la sua influenza avesse un peso nelle decisioni prese.John voleva che Edoardo accrescesse la propria autorità il più fluidamente possibile così da minimizzare possibili distruttivi conflitti quando egli avrebbe preso il potere e così da accrescere le proprie possibilità di rimanere ai vertici del potere. Da quando Edoardo ebbe 14 anni non ebbe più bisogno della controfirma del consiglio sotto la sua e secondo l'ambasciatore imperiale Jean Scheyfve (1515circa-13 luglio 1581) i due erano uniti da un certo affetto ed Edoardo amava e aveva al contempo paura del proprio reggente.

### Le volontà di Edoardo
Nel febbraio 1553 Edoardo cadde malato e sua sorella Maria andò a fargli visita venendo ricevuta con gli stessi modi che le sarebbero stati riservati se fosse stata regina. Quindi il re si rimise e in aprile John restituì a Maria i titoli e gli emblemi da lei persi negli anni del divorzio di suo padre con la madre Caterina d'Aragona e in quello stesso periodo ella si tenne informata sulle condizioni di salute del fratellastro. Il 21 maggio 1553 il figlio minore di John, Guilford Dudley, sposò Jane Grey, fervente protestante, figlia di Henry Grey, I duca di Suffolk e Frances Brandon e per questo imparentata con il re (sua madre era nipote della sorella di Enrico VIII, Maria Tudor). Due giorni Henry Herbert, II conte di Pembroke sposò Catherine Grey, mentre una delle figlie di John, Katherine Dudley (fra il 1538 e il 1545-14 agosto 1620) fu fidanzata con Henry Hastings, III conte di Huntingdon. Entro poco tempo il primo di questi matrimoni fu destinato a manifestare la propria importanza e benché furono tutti festeggiati con sfarzo nessuno li percepì come pericolosi, nemmeno l'acutissimo ambasciatore imperiale, del resto, allora, era molto comune che gli aristocratici contraessero matrimonio all'interno della loro sfera sociale.
A un certo punto della sua malattia Edoardo scrisse le proprie volontà ed essendo un fedele protestante non voleva che gli succedessa la cattolicissima sorellastra Maria, del resto la successione era da secoli per via maschile senza trascurare la reale legittimità delle sorellastre il cui padre aveva dichiarato legittime e illegittime più volte a seconda delle proprie vicissitudini matrimoniali. Edoardo quindi decise di scavalcare le sorellastre e nominare quale erede un maschio, per altro del tutto inesistente, fra maggio e giugno Edoardo nominò quale erede la cugina Jane Grey, lei in persona, non gli eventuali figli maschi (di cui sopra) che sarebbero potuti nascere dal suo matrimonio con Dudley. Quanto pesante sia stata l'influenza di John, del confidente del re John Gates (1504-22 agosto 1553), del suo professore John Cheke o del suo segretario William Petre non è chiaro. Edoardo appoggiò completamente il contenuto del documento, ne supervisionò la copitatura e per due volte consultò dei legali per dare loro istruzioni, il 15 giugno, mentre lo stendevano John osservò accuratamente lo svolgersi dei lavori. Giorni prima John aveva aspramente ripreso alcuni giudici che avevano sollevato obiezioni e si era profondamente alterato durante una seduta del consiglio arrivando a dire che avrebbe sfidato a duello chiunque si fosse messo in mezzo a tale questione.
Ormai era chiaro che Edoardo stava morendo e l'ambasciatore imperiale era sempre più convinto che John fosse coinvolto in un enorme complotto per incoronarsi re tanto che aveva di recente scritto che John voleva divorziare dalla moglie per sposare la principessa Elisabetta. La Francia, che non voleva una regina cugina dell'imperatore (Maria era cugina di Carlo V per parte di madre) diede ordine di appoggiare i piani di John. Poco dopo l'ascesa al trono di Jane, in luglio, l'ambasciatore francese e quello imperiale erano convinti che ella avrebbe avuto la meglio anche se il popolo avrebbe chiamato a gran voce la principessa Maria. Antoine, I conte de Noailles scrisse a Dudley come al nuovo re e l'imperatore scoraggiò la cugina a intraprendere iniziative pericolose.
Sia che l'esclusione delle sorellastre fosse una sua idea o meno Edoardo vi lavorò sopra alacremente in favore di quell'eredità che egli percepiva come la più esposta e le volontà originali di Edoardo sembrano più il frutto di un atteggiamento adolescenziale del tutto incompatibili con la mente e i disegni di un politico ben più pragmatico. John sapeva che l'ascesa di Maria avrebbe potuto costargli la testa, come anche dargli la salvezza, per questo egli si operò per piacerle ed egli avrebbe anche potuto condividere l'opinione che infine avrebbe ereditato lei la corona al più tardi in giugno. A un incontro con l'ambasciatore francese egli gli chiese, di getto, cosa avrebbe fatto al suo posto. Di fronte alle espresse volontà regali di Edoardo John si sottomise alla sua volontà o perché vide la possibilità di ascendere alla corona o perché la sua lealtà era profondamente sincera.

### La fine
Edoardo morì il 6 luglio 1553 e il giorno dopo John mandò suo figlio Robert Dudley, I conte di Leicester nell'Hertfordshire, a mettere al sicuro la principessa Maria. Ben conscia delle condizioni del fratellastro, ella si era spostata nell'Anglia orientale dove era la principale proprietaria terriera: lì mise insieme un esercito e scrisse al consiglio di essere riconosciuta come regina. Il discorso che John aveva fatto alla nuora il giorno prima non era servito per convincerla a prendere la corona e ci era voluto l'intervento dei genitori della ragazza; per di più egli non era preparato a un'azione di forza da parte di Maria e gli ci volle una settimana per mettere insieme un congruo numero di uomini. John era adesso indeciso sul da farsi, su chi mandare al comando delle truppe, egli era sicuramente uno dei più abili militari del paese, ma non voleva lasciare il governo ora in mano a dei colleghi nei quali nutriva poca fiducia. Fu la nuova regina, Jane, a decidere, egli sarebbe andato e suo padre sarebbe rimasto con lei e il consiglio e così il 14 luglio John partì.
Supportata dalla nobiltà dell'Anglia orientale e di quelli della Valle del Tamigi Maria mise insieme un esercito di tutto rispetto, compresi alcuni pezzi di artiglieria e John s'apprestava a quella che sembrava una campagna militare senza speranza. L'esercito andò da Cambridge a Bury St Edmunds per ritirarsi di nuovo a Cambridge, il 20 luglio arrivò una lettera dal consiglio in cui Maria veniva proclamata regina e dove si chiedeva John di smantellare l'esercito e attendere istruzioni. Egli obbedì e sulla piazza del mercato proclamò Maria regina, facendola divenire Maria I d'Inghilterra. Il giorno dopo John venne arrestato.
Portato a Londra fu condotto alla Torre di Londra il 25 luglio scortato dalle guardie che lo proteggevano dall'ostilità della popolazione. Il processo ebbe inizio il 18 agosto e quando venne condannato per tradimento chiese ai giudici la clemenza per i propri figli: solo Guilford venne poi giustiziato, mentre gli altri restarono prigionieri. La sua esecuzione venne fissata per il 21 agosto. Tuttavia venne cancellata e John, condotto alla Chiesa di San Pietro ad Vincula dove, prese la comunione ripudiando il protestantesimo. John venne giustiziato il giorno dopo, il 22 agosto, presso la Torre.

## Matrimonio e discendenza
John Dudley sposò Jane Guildford, figlia di Edward Guildford e Eleanor West. Essi ebbero dodici figli.
1. Henry Dudley (nato circa nel 1526 e morto nel 1544/45) sposato con Winifred Rich
2. Thomas Dudley (n. 1526 – m. 1528)
3. John Dudley, II conte di Warwick (nato prima del 1528 – 18 ottobre 1554)
4. Ambrose (nato nel 1528/1529 – 21 febbraio 1589 sposato in prime nozze con Anne Whorwood e in seconde nozze con Cassandra Grey
5. Robert Dudley, I conte di Leicester, (nato 1532/1533 – 4 settembre 1588) sposato in prime nozze con Amy Robsart e in seconde nozze con Lettice Knollys
6. Jane Dudley sposata con Henry Seymour
7. Mary Dudley (n. 1532 – 1586) sposata con Henry Sidney; tra i loro figli sono inclusi un soldato e un poeta, Sir Philip Sidney e Mary Sidney, la prima poetessa donna riconosciuta in Inghilterra.
8. Henry Dudley (n. 1535 – 1557) sposato con Margaret Audley
9. Guilford Dudley (n. 1536 – 12 febbraio 1554) sposato con Jane Grey
10. Charles Dudley (1537 – 1542)
11. Catherine Dudley (n. 1545 – 1620) sposata con Henry Hastings, III conte di Huntingdon
12. Temperance Dudley (m. 1552)

## Al cinema
- Lady Jane Grey; Or, The Court of Intrigue (1923)
- Lady Jane (Lady Jane) (1986)